# Fukuchiyama-lijn
De Fukuchiyama-lijn (福知山線,Fukuchiyama-sen) is een spoorweglijn van de West Japan Railway Company (JR West) tussen de Japanse steden Osaka en Fukuchiyama. Hoewel het station van Amagasaki officieel het zuidoostelijke eindpunt van de lijn is, rijden alle treinen verder over de JR Kobe-lijn tot in het station van Osaka. Vandaaruit vervolgen ze hun weg op de JR Kioto-lijn, of ze rijden in Amagasaki via de Tōzai-lijn naar de Gakkentoshi-lijn.
Het deel van de lijn tussen de steden Osaka (station Osaka) en Sayama (station Sasayamaguchi) staat bekend als de JR Takarazuka-lijn (JR宝塚線). Deze spoorlijn loopt langs de steden Kawanishi en Takarazuka in het noordwesten van Groot-Osaka.
De totale afstand van de spoorlijn bedraagt 106,5 km. Er zijn 30 stations, waarvan 23 die tot de JR Takarazuka-lijn behoren.

## Stations
| Station                     | Japans   | Afstand van Station Amagasaki (km) | Verbindingen | Plaats           | Plaats              |
| --------------------------- | -------- | ---------------------------------- | --- | ---------------- | ------------------- |
| Tōkaidō-lijn (JR Kobe-lijn) |          |                                    | |                  |                     |
| Ōsaka                       | 大阪     | 7,7                                | JR West: Tokaido-lijn (JR Kioto-lijn), Osaka-ringlijn Hanshin Electric Railway: Hanshin hoofdlijn (Station Umeda) Hankyu: Hankyu Kioto-lijn, Hankyu Takarazuka-lijn, Hankyu Kobe-lijn (Station Umeda) Metro van Osaka: Midosuji-lijn (Station Umeda), Tanimachi-lijn (Station Higashi-Umeda), Yotsubashi-lijn (Station Nishi-Umeda) | Prefectuur Osaka | Kita-ku, Osaka      |
| Tsukamoto                   | 塚本     | 4,3                                | | Prefectuur Osaka | Yodogawa-ku (Osaka) |
| Fukuchiyama-lijn            |          |                                    | |                  |                     |
| Amagasaki                   | 尼崎     | 0,0                                | JR West: Tokaido-lijn (JR Kobe-lijn), JR Tozai-lijn | Prefectuur Hyogo | Amagasaki           |
| Tsukaguchi                  | 塚口     | 2,5                                | | Prefectuur Hyogo | Amagasaki           |
| Inadera                     | 猪名寺   | 3,9                                | | Prefectuur Hyogo | Amagasaki           |
| Itami                       | 伊丹     | 5,8                                | | Prefectuur Hyogo | Itami               |
| Kita-Itami                  | 北伊丹   | 7,9                                | | Prefectuur Hyogo | Itami               |
| Kawanishi-Ikeda             | 川西池田 | 11,0                               | Hankyu: Takarazuka-lijn (Station Kawanishi-Noseguchi) Nose Railway: Nose Electric Railway Myoken-lijn (Station Kawanishi-Noseguchi) | Prefectuur Hyogo | Kawanishi           |
| Nakayamadera                | 中山寺   | 14,5                               | | Prefectuur Hyogo | Takarazuka          |
| Takarazuka                  | 宝塚     | 17,8                               | Hankyu: Takarazuka-lijn, Imazu-lijn | Prefectuur Hyogo | Takarazuka          |
| Namaze                      | 生瀬     | 19,7                               | | Prefectuur Hyogo | Nishinomiya         |
| Nishinomiyanajio            | 西宮名塩 | 21,9                               | | Prefectuur Hyogo | Nishinomiya         |
| Takedao                     | 武田尾   | 25,1                               | | Prefectuur Hyogo | Takarazuka          |
| Dōjō                        | 道場     | 30,1                               | | Prefectuur Hyogo | Kita-ku, Kobe       |
| Sanda                       | 三田     | 33,7                               | Shintetsu: Sanda-lijn | Prefectuur Hyogo | Sanda               |
| Shin-Sanda                  | 新三田   | 36.9                               | | Prefectuur Hyogo | Sanda               |
| Hirono                      | 広野駅   | 39,7                               | | Prefectuur Hyogo | Sanda               |
| Aino                        | 相野駅   | 44,0                               | | Prefectuur Hyogo | Sanda               |
| Aimoto                      | 藍本     | 48,2                               | | Prefectuur Hyogo | Sanda               |
| Kusano                      | 草野     | 50,2                               | | Prefectuur Hyogo | Sasayama            |
| Furuichi                    | 古市駅   | 53,5                               | | Prefectuur Hyogo | Sasayama            |
| Minami-Yashiro              | 南矢代   | 56,1                               | | Prefectuur Hyogo | Sasayama            |
| Sasayamaguchi               | 篠山口   | 58,4                               | | Prefectuur Hyogo | Sasayama            |
| Tamba-Ōyama                 | 丹波大山 | 60,7                               | | Prefectuur Hyogo | Sasayama            |
| Shimotaki                   | 下滝     | 68,7                               | | Prefectuur Hyogo | Tamba               |
| Tanikawa                    | 谷川     | 73,0                               | JR West: Kakogawa-lijn | Prefectuur Hyogo | Tamba               |
| Kaibara                     | 柏原     | 80,0                               | | Prefectuur Hyogo | Tamba               |
| Isō                         | 石生     | 83,2                               | | Prefectuur Hyogo | Tamba               |
| Kuroi                       | 黒井     | 87,5                               | | Prefectuur Hyogo | Tamba               |
| Ichijima                    | 市島     | 94,0                               | | Prefectuur Hyogo | Tamba               |
| Tamba-Takeda                | 丹波竹田 | 98,2                               | | Prefectuur Hyogo | Tamba               |
| Fukuchiyama                 | 福知山   | 106,5                              | JR West: Sanin-lijn Kitakinki Tango Railway: Miyafuku-lijn | Prefectuur Kioto | Fukuchiyama         |